# Casamicciola Terme
Casamicciola Terme – miejscowość i gmina we Włoszech, w regionie Kampania, w prowincji Neapol.
Według danych na rok 2004 gminę zamieszkiwało 7347 osób, 1469,4 os./km².